# مارک دورسل
مارک دورسل (انگلیسی: Marc Dorcel؛ زادهٔ ۲۷ مارس ۱۹۳۴) تهیه‌کننده فیلم‌های اروتیک بزرگسالان فرانسوی-مجارستانی است که کمپانی ویدئو مارک دورسل (یا مارک دورسل) را تأسیس نمود. دورسل در سال ۲۰۱۵ به تالار مشاهیر ای‌وی‌ان وارد گشت.